# Gaizhou
Gaizhou är en stad på häradsnivå som lyder under Yingkous stad på prefekturnivå i Liaoning-provinsen i nordöstra Kina. Den ligger omkring 180 kilometer sydväst om provinshuvudstaden Shenyang. 